# Hakkoda Maru

Le Hakkoda Maru (japonais: 八甲田丸 ) est un ancien traversier-rail de la Japanese National Railways mis en service en 1964 sur la liaison d'Aomori à Hakodate pendant plus de 20 ans et a été retiré en mars 1988. Le Hakkoda Maru est désormais un navire musée à Aomori depuis juillet 1990.

## Historique

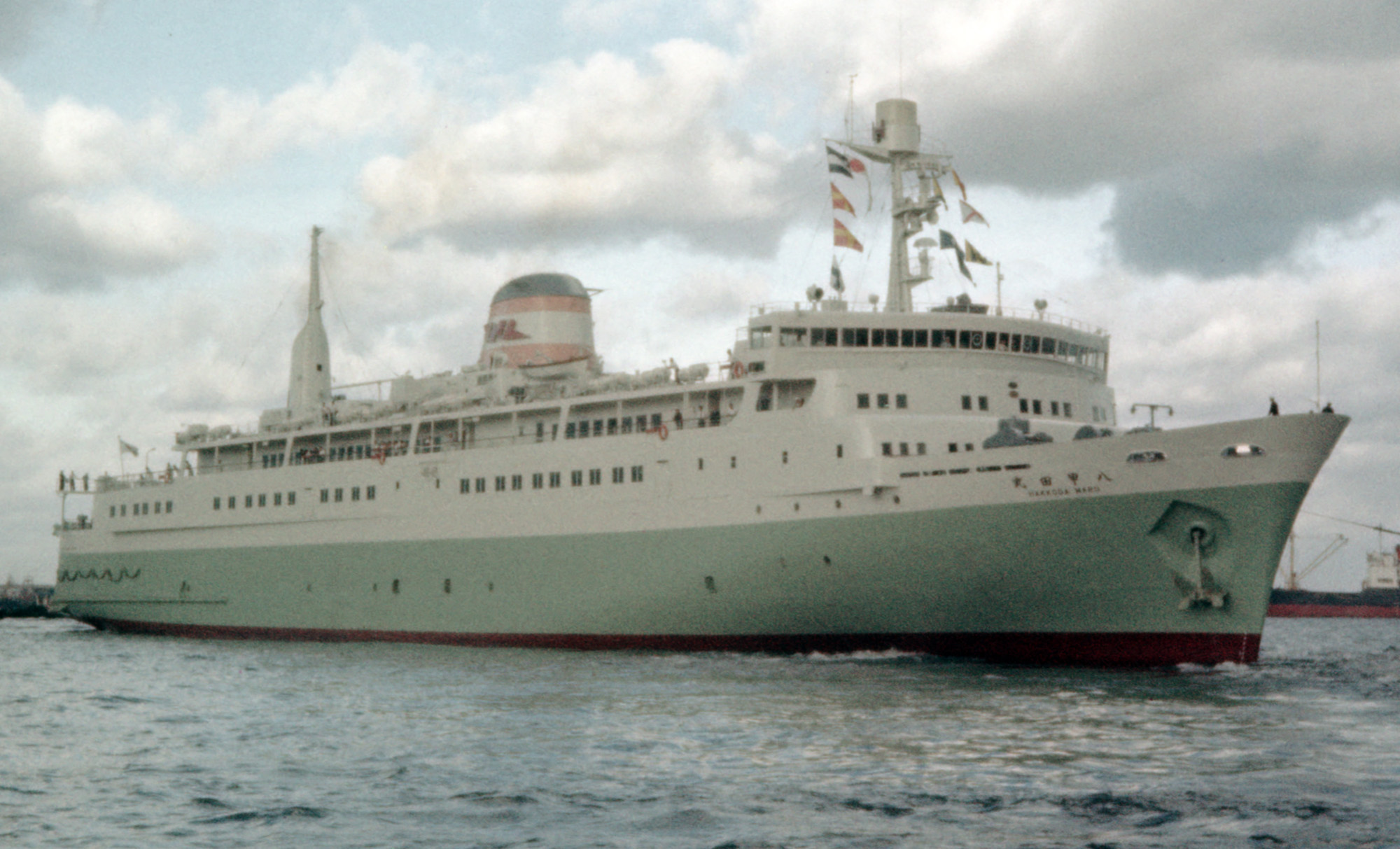
Le Hakkoda Maru dans sa couleur de coque d'origine, septembre 1967

La pose de la quille du Hakkoda Maru a été effectuée le 9 décembre 1963 dans le chantier naval Mitsubishi Heavy Industries à Kobe et a été lancé le 15 avril 1964. Le 31 juillet 1964, le navire a été livré aux Chemins de fer japonais pour une mise en service après essai le 13 août 1964.
Dans les années suivantes, le Hakkoda Maru a reçu plusieurs modifications et modernisations des installations de passagers  et espaces publics. Au cours des premières années de service, le navire avait une couleur de coque verdâtre, qui a ensuite été changée en une teinte orange.
Depuis avril 1987, le Hakkoda Maru était géré par la Hokkaido Railway Company, l'un des successeurs des chemins de fer japonais. Le 13 mars 1988, le navire a terminé sa dernière traversée et a ainsi terminé sa carrière sans incidents majeurs. À 23 ans et sept mois, il avait la plus longue période de service de tous les ferrys à travailler sur cet itinéraire. Avec le déclassement du Hakkoda Maru, le service entre Aomori et Hakodate, qui a été introduit en 1908, a également pris fin. 
De juillet à septembre 1988, le Hakkoda Maru désaffecté a servi de centre d'événements flottant dans le cadre des célébrations de l'ouverture du tunnel du Seikan. Puis le constructeur Mitsubishi Heavy Industries a transformé le ferry en navire musée entre septembre 1989 et mai 1990. L'ouverture a eu lieu en juillet 1990.
Après plusieurs changements de propriétaire, Hakkoda Maru est géré par l'organisation à but non lucratif Aomori Minato Club depuis 2006. Depuis 2011, il est un bâtiment classé avec son plus jeune navire jumeau Mashu Maru, qui a également été conservé comme navire musée à Hakodate . 

### Préservation
Le Hakkoda Maru est situé à un ancien quai de ferry à Aomori, une partie des anciennes voies a également été préservée . D'avril à octobre, le navire musée est ouvert tous les jours de 9h à 18h sans jour de repos. Il est ouvert jusqu'à 17 h entre novembre et mars et est fermé le lundi. Des visites guidées sont également proposées.
Presque tout le Hakkoda Maru peut être visité, y compris sur la passerelle et dans certaines parties de la salle des machines. Il est resté dans son état d'origine au moment où il a été mis hors service en mars 1988. Plusieurs wagons historiques utilisés par les chemins de fer japonais sont exposés sur l'ancien pont de chargement du navire. L'une des hélices du navire est visible près du musée dans le port d'Aomori.
De 1990 à 2006, il y avait également un restaurant à bord du Hakkoda Maru, qui a été fermé après le rachat par l'opérateur actuel.

## Galerie

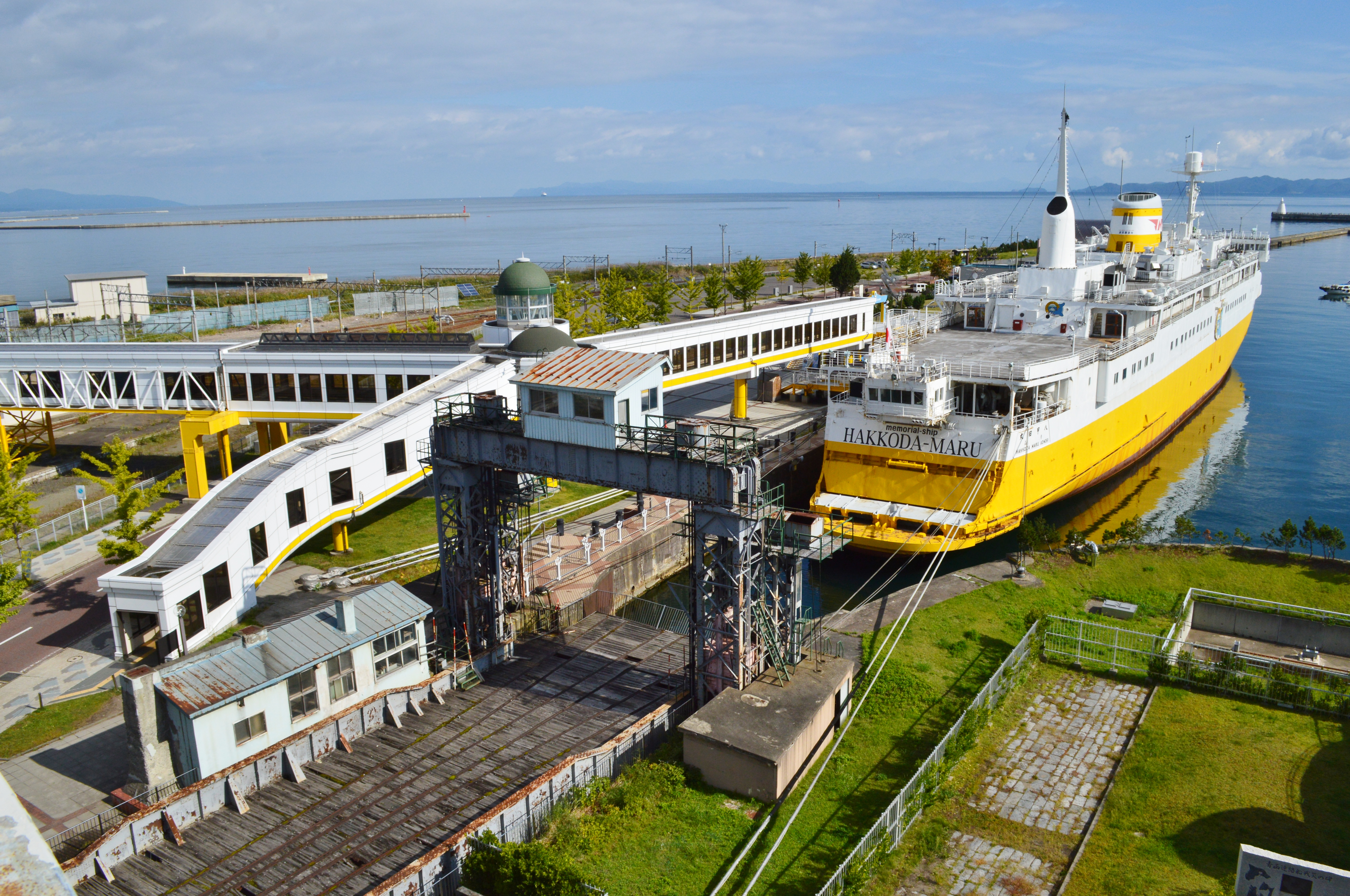
Hakkoda Maru
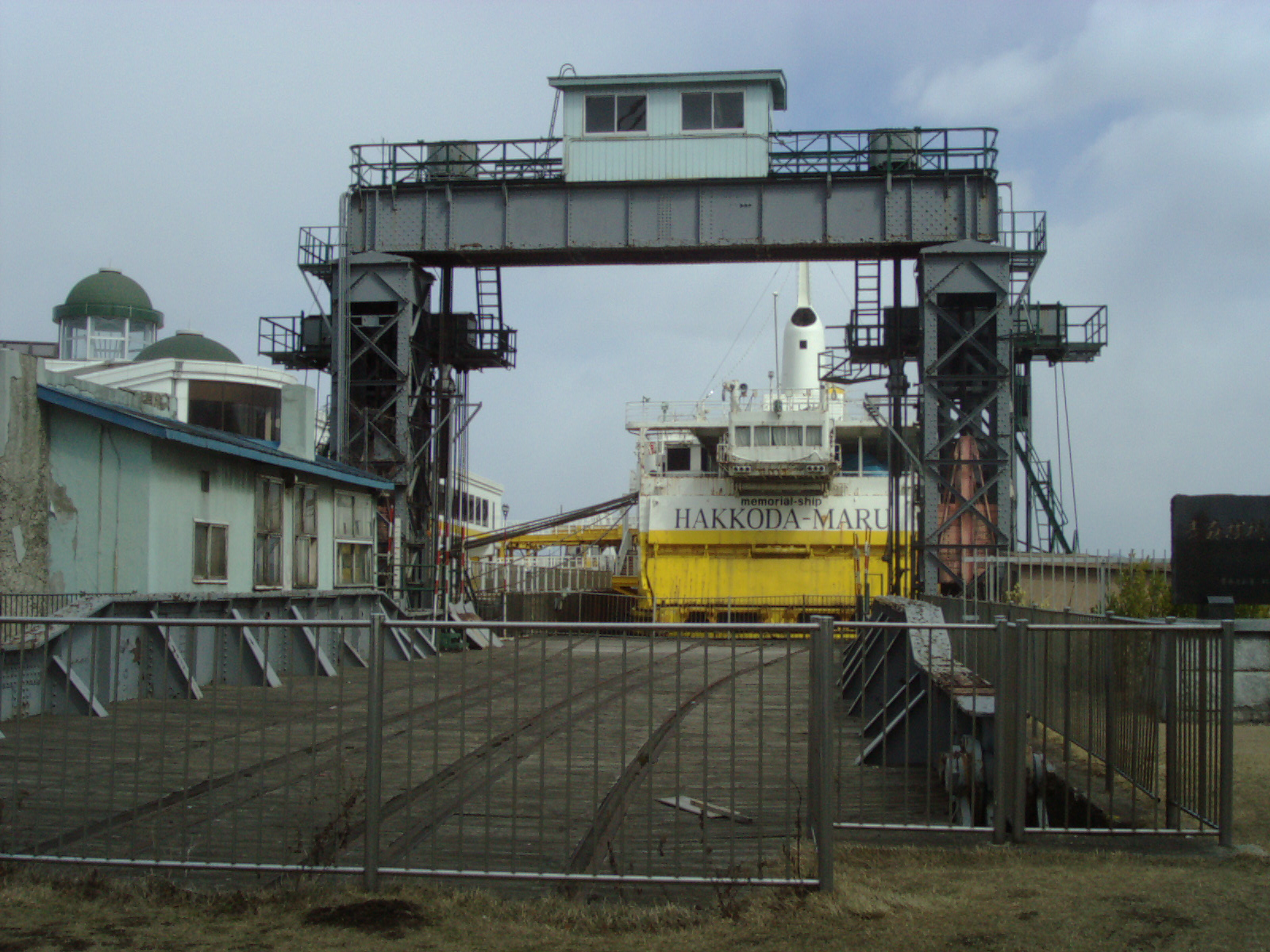
Pont d'embarquement
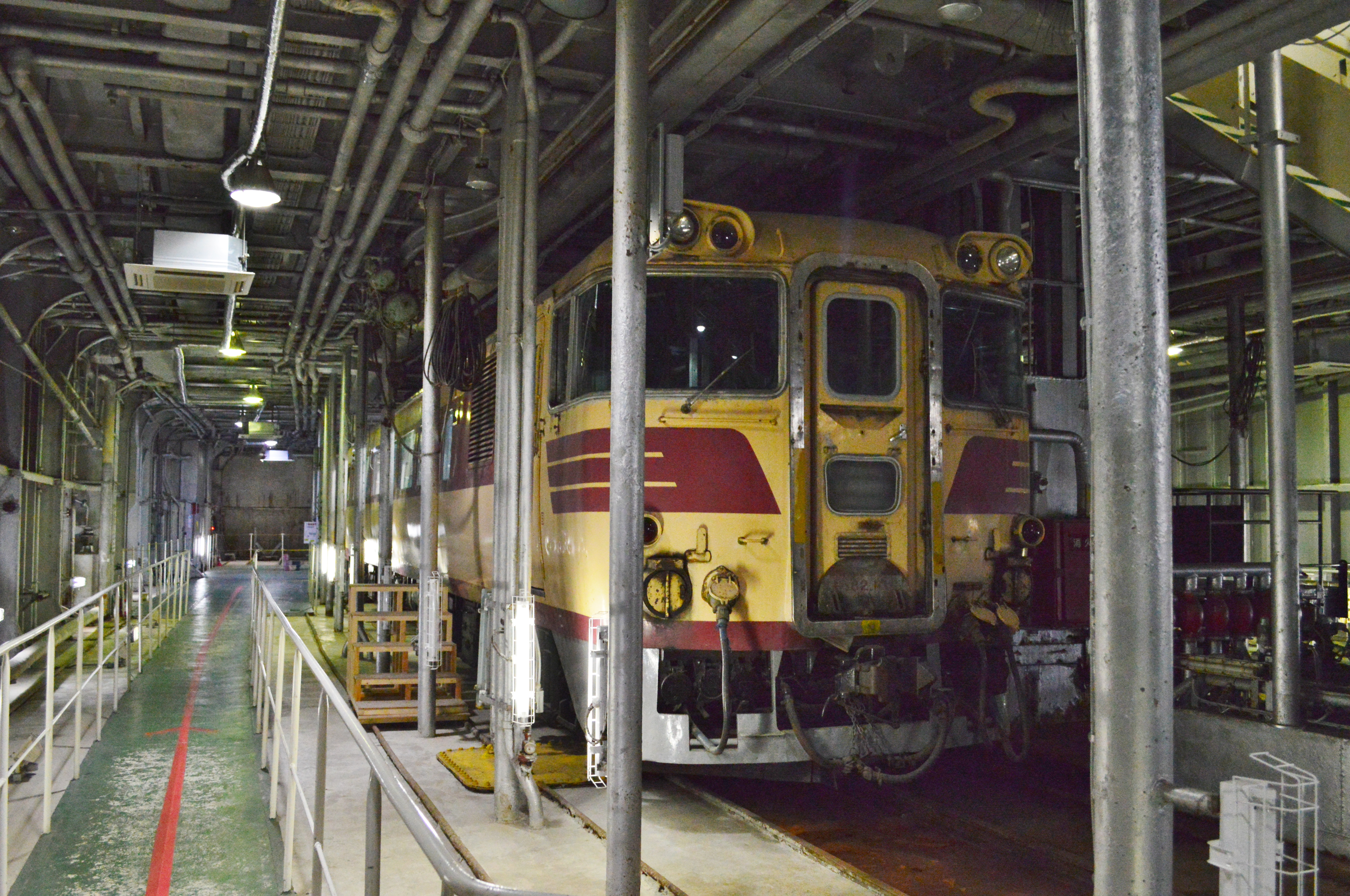
Intérieur
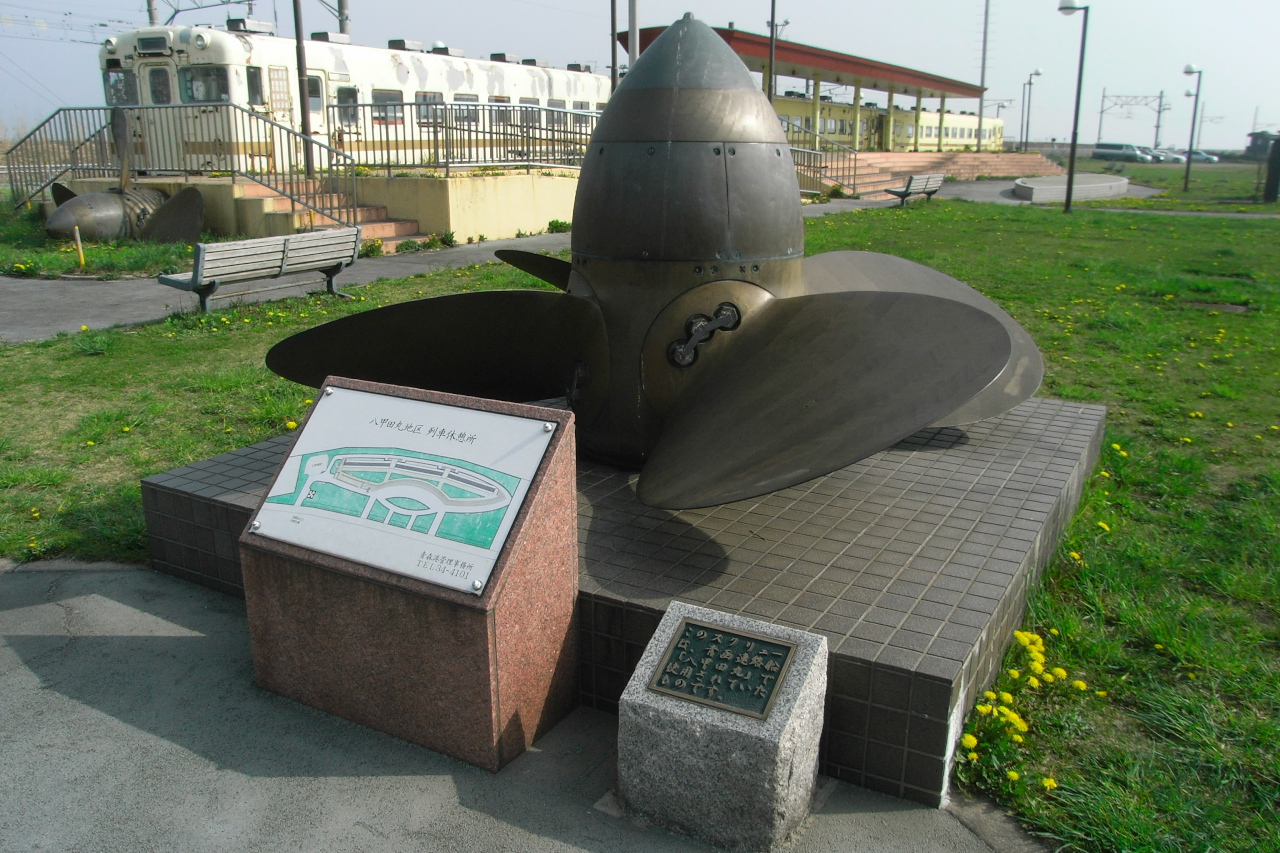
Hélice